# 昭和通り (福岡市)

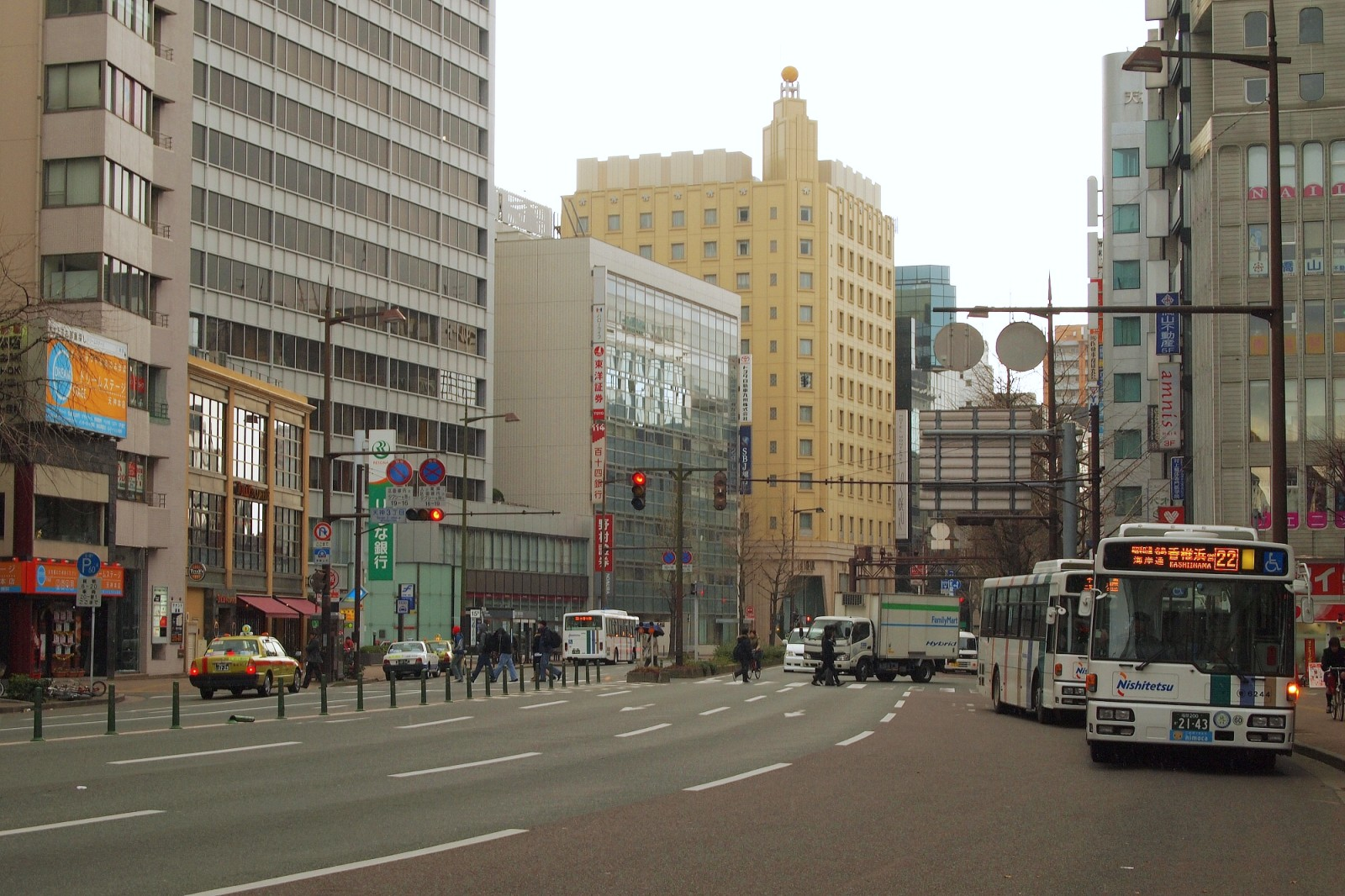
天神付近

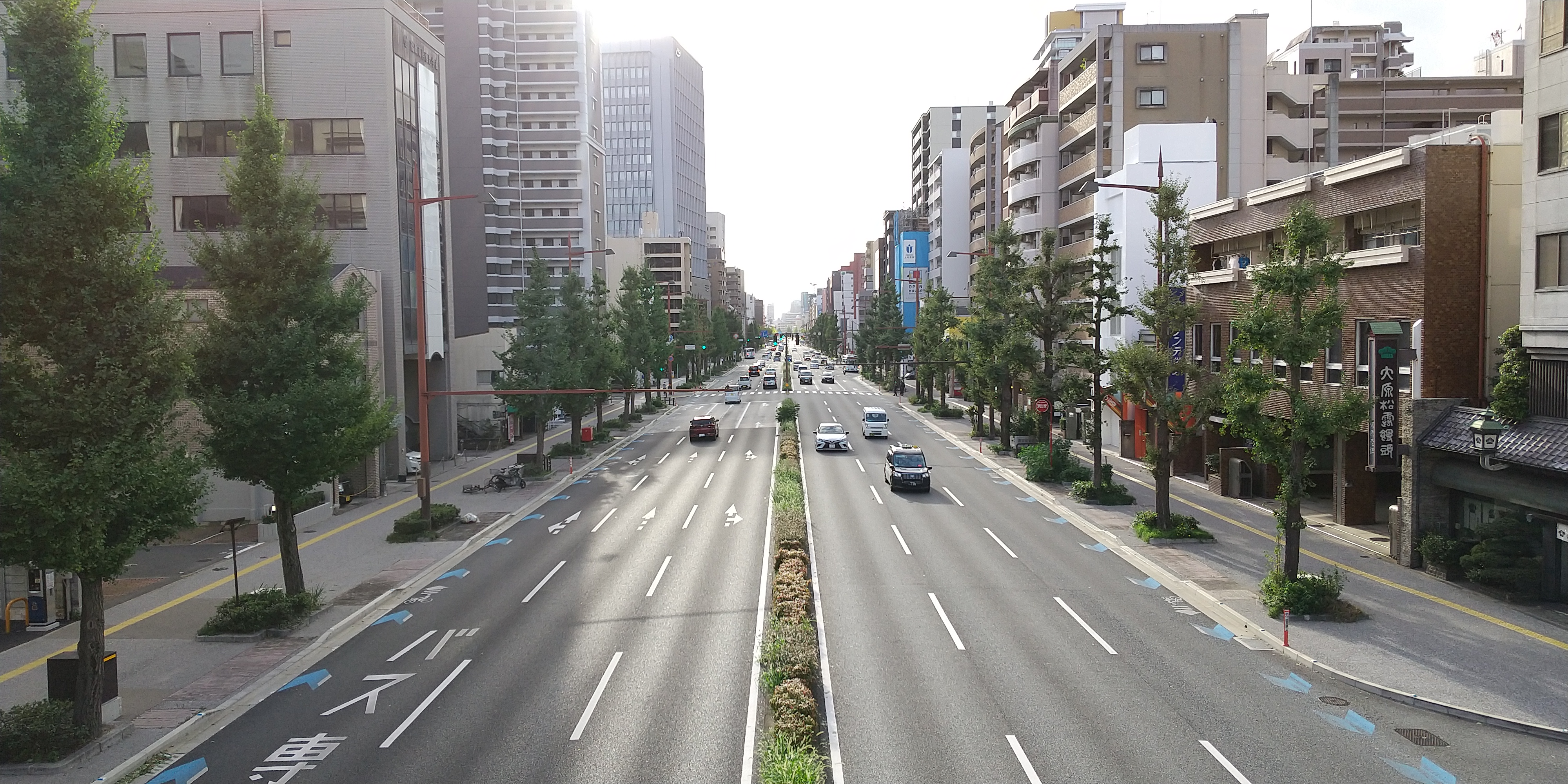
大手門付近

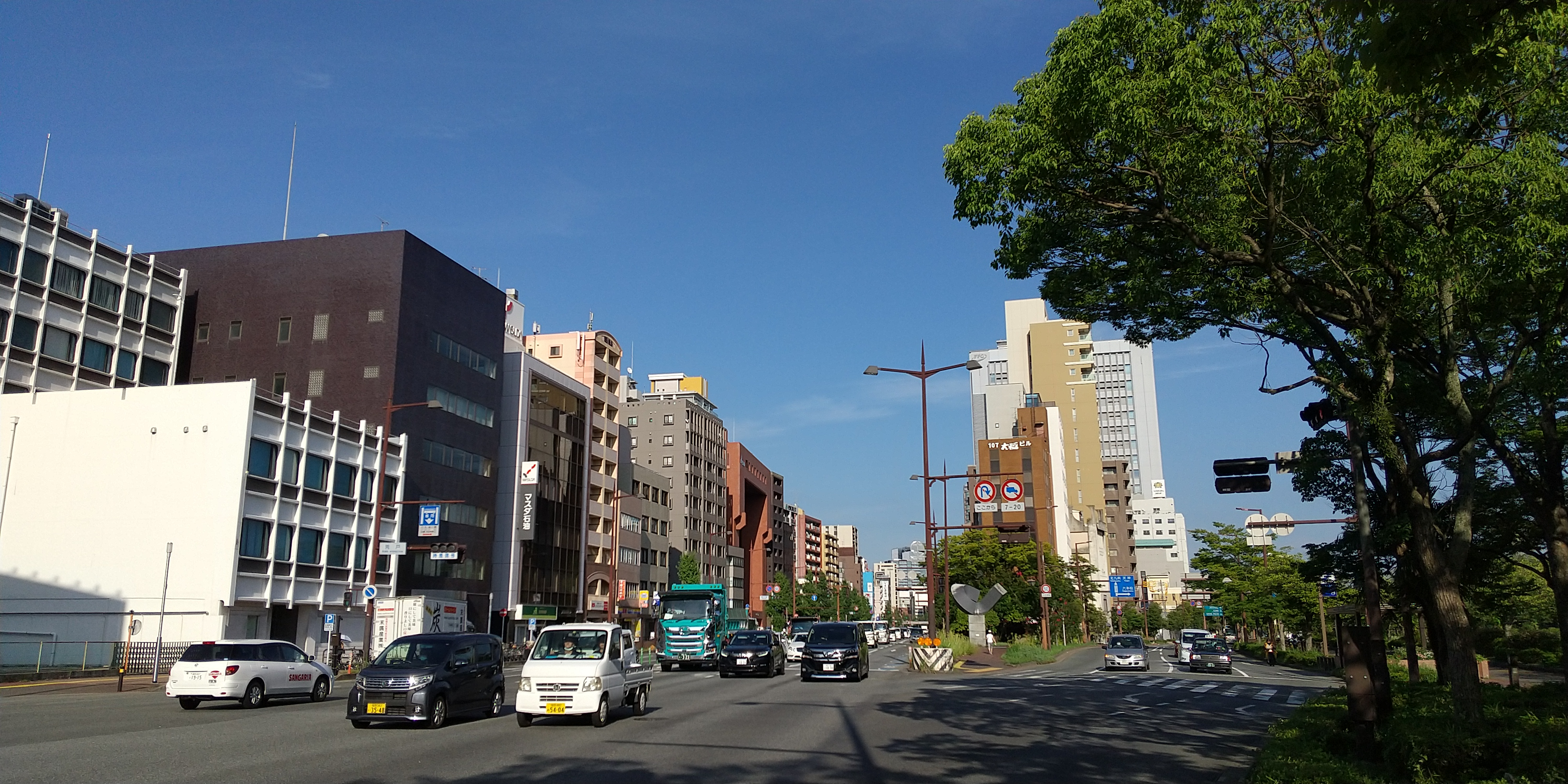
終点、左：博多姪浜線、右：千代今宿線

昭和通り（しょうわどおり）は、福岡県福岡市博多区千代三丁目の石堂大橋交差点から中央区大手門一丁目の荒戸交差点に至る、全長3,411.31メートルの市道（幹線一級市町村道）である。正式名称は、福岡市道博多姪浜線（ふくおかしどう はかためいのはません）。

## 特徴
福岡市の都心部を貫通する主要な幹線道路のうち東西方向に走る路線の一つであり、これらの中で幅員が31.40 - 53.50メートルと最も広い。これらの幹線道路を北から順にあげると次の通りであり、それぞれ南北方向の路線により連結され交通ネットワークを形成している。
- 千鳥橋唐人町線（那の津通り）
- 博多姪浜線（昭和通り）
- 千代今宿線（明治通り）
- 国道202号（国体道路）
- 博多駅草ヶ江線（城南線、住吉通り）

これらの路線は、西新・藤崎・シーサイドももちなどから成る「西部広域拠点」の間を東西に結ぶ役割を担っている。
車線数は片側3車線で、天神橋口交差点付近は片側4車線である。終点の荒戸交差点では、明治通りの西新方面へ道なりに接続しており、事実上、荒戸交差点以東の明治通りのバイパス路線として機能している。
当路線の終点で千代今宿線と鋭角に交わる荒戸交差点は、変則的な交差点形状を成している。国土交通省によって主要渋滞箇所とされている交差点の一つはこの荒戸交差点であり、もう一つは天神二丁目で県道後野福岡線（渡辺通り）と交差する天神橋口（てんじんはしぐち）交差点であるが、国道202号などと比べると、当路線上の主要渋滞箇所の数は少ない。
「昭和通り」の名称は、1969年の福岡市制施行80周年を記念した道路愛称事業により制定されたもので、終戦直後の復興土地区画整理事業で整備された道路のうち、昭和にできた代表的な道路であることから命名された。かつては、天神付近での道路幅員から「50メートル道路」とも呼ばれていた。

## 地理

### 通過する自治体
福岡県福岡市
- 博多区
- 中央区

### 交差する道路
| 交差道路                                     | 交差場所 | 交差場所 | 交差場所     | 交差場所             |
| -------------------------------------------- | -------- | -------- | ------------ | -------------------- |
| 国道3号                                      | 福岡市   | 博多区   | 千代三丁目   | 石堂大橋交差点、起点 |
| 福岡高速環状線（呉服町出入口）               | 福岡市   | 博多区   | 中呉服町     | （名称なし交差点）   |
| 福岡県道44号博多港線（大博通り）             | 福岡市   | 博多区   | 綱場町       | 蔵本交差点           |
| 福岡県道554号須崎天神線                      | 福岡市   | 中央区   | 天神一丁目   | 税務署入口交差点     |
| 福岡県道602号後野福岡線（渡辺通り）          | 福岡市   | 中央区   | 天神二丁目   | 天神橋口交差点       |
| 福岡市道舞鶴薬院線（親不孝通り、天神西通り） | 福岡市   | 中央区   | 大名二丁目   | 舞鶴一丁目交差点     |
| 福岡市道長浜博多駅1号線（大正通り）          | 福岡市   | 中央区   | 赤坂一丁目   | 大正通交差点         |
| 福岡市道荒戸荒津線（みなと銀座商店街）       | 福岡市   | 中央区   | 大手門一丁目 | 荒戸交差点、終点     |
| 市道千代今宿線（明治通り）                   | 福岡市   | 中央区   | 大手門一丁目 | 荒戸交差点、終点     |

## 近接する主な施設
当路線に近接する主な施設を起点の東から順にあげると以下の通り。
- 博多リバレイン（ホテルオークラ福岡など）
- 福岡市赤煉瓦文化館
- 日本銀行福岡支店
- 福岡中央郵便局
- ミーナ天神
- 天神地下街
- 福岡銀行本店営業部
- 九州労働金庫
- 舞鶴公園
- 大濠公園
- 大濠公園駅